# Comuna Loșkarivka, Nikopol
Loșkarivka (în ucraineană Лошкарівка) este o comună în raionul Nikopol, regiunea Dnipropetrovsk, Ucraina, formată din satele Holovkove, Hrîstoforivka, Loșkarivka (reședința), Mejuivka, Nova Balta, Sorociîne și Zelene.

## Demografie
Componența lingvistică a satului Loșkarivka
     Ucraineană (94,89%)
     Rusă (4,11%)
     Alte limbi (0,83%)
Conform recensământului din 2001, majoritatea populației satului Loșkarivka era vorbitoare de ucraineană (94,89%), existând în minoritate și vorbitori de rusă (4,11%).